# Лу Андреас-Саломе
Лу Андреас-Саломе (Lou Andreas-Salomé, на руски: Луиза Густавовна Саломе) е германско-руска психоаналитичка и писателка.
Нейните разнообразни интелектуални интереси я водят до приятелство с широк кръг видни европейски личности, като Ницше, Вагнер, Фройд и Рилке.

## Творчество
Саломе е профилиран творец и написва днес малко познати новели, пиеси и есета. Тя е автор на „Химн на живота“, който толкова дълбоко впечатлява Ницше, че той го причислява към музиката. Литературата и аналитичните изследвания на Саломе стават на мода в Гьотинген, където тя живее в последните си години. Малко след като умира от уремия през 1937 г., Гестапо „разчиства“ библиотеката ѝ от работите на евреи (тя е била ученичка на Зигмунд Фройд и негов сътрудник в създаването на психоанализата).
През последните си дни Саломе казвала: „Наистина не съм направила нищо, освен да се трудя цял живот, труд... защо?“ А в предсмъртните си часове споделяла: „Ако оставя моите мисли да странстват, няма да открия нищо. Най-доброто, в края на краищата, е смъртта.“
Саломе написва повече от дузина романи, като („Im Kampf um Gott“, „Рут“, „Родинка“, „Ма“, „Fenitschka – eine Ausschweifung“), а също научни изследвания като „Henrik Ibsens Frauen-Gestalten“ (1892), изследване върху женските характери у Ибсен и прочута книга за своя приятел Фридрих Ницше „Friedrich Nietzsche in seinen Werken“ (1894), една от най-информативните книги на 19. век върху дейността на Ницше.
Също редактира мемоарна книга на своя близък приятел през целия си живот (а отначало и любовник), поета Райнер Мария Рилке след неговата смърт през 1926 г. Сред нейните произведения е също и „Lebensrückblick“ – книга, която тя написва по време на последните си години, основана на спомените ѝ като свободна жена.